# Vinton County
Vinton County ist ein County im US-Bundesstaat Ohio der Vereinigten Staaten. Der Verwaltungssitz (County Seat) ist McArthur.

## Geographie
Das County liegt im mittleren Süden von Ohio und hat eine Fläche von 1075 Quadratkilometern, wovon zwei Quadratkilometer Wasserfläche sind. Es grenzt im Uhrzeigersinn an folgende Countys: Hocking County, Athens County, Meigs County, Gallia County, Jackson County und Ross County.

## Geschichte
Vinton County wurde am 23. März 1850 aus Teilen des Athens-, Gallia-, Hocking-, Jackson- und des Ross County gebildet. Benannt wurde es nach Samuel Finley Vinton, einem Politiker und mehrmaligen Mitglied im Repräsentantenhaus.
Zehn Bauwerke und Stätten des Countys sind im National Register of Historic Places eingetragen (Stand 19. Mai 2018).

## Demografische Daten

Alterspyramide des Vinton County

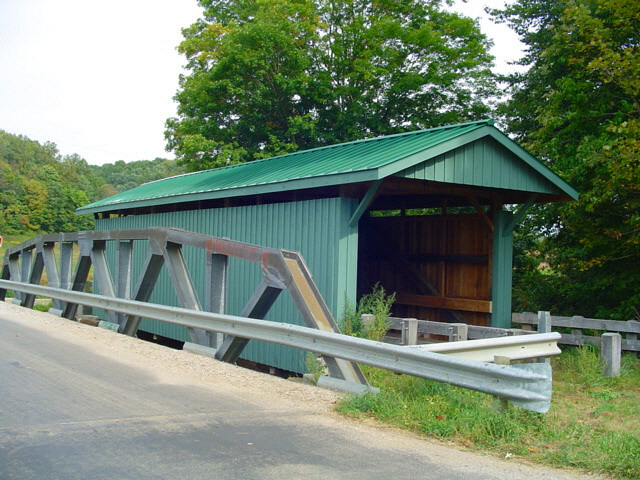
Die historische Mt. Olive Road Covered Bridge, gelistet im NRHP mit der Nr. 76001538

Nach der Volkszählung im Jahr 2000 lebten im Vinton County 12.806 Menschen in 4892 Haushalten und 3551 Familien. Die Bevölkerungsdichte betrug 12 Einwohner pro Quadratkilometer. Ethnisch betrachtet setzte sich die Bevölkerung zusammen aus 98,08 Prozent Weißen, 0,35 Prozent Afroamerikanern, 0,45 Prozent amerikanischen Ureinwohnern, 0,09 Prozent Asiaten und 0,08 Prozent aus anderen ethnischen Gruppen; 0,95 Prozent stammten von zwei oder mehr Ethnien ab. 0,47 Prozent der Bevölkerung waren spanischer oder lateinamerikanischer Abstammung.
Von den 4892 Haushalten hatten 34,0 Prozent Kinder und Jugendliche unter 18 Jahre, die bei ihnen lebten. 57,2 Prozent waren verheiratete, zusammenlebende Paare, 10,2 Prozent waren allein erziehende Mütter, 27,4 Prozent waren keine Familien, 23,6 Prozent waren Singlehaushalte und in 9,4 Prozent lebten Menschen im Alter von 65 Jahren oder darüber. Die Durchschnittshaushaltsgröße betrug 2,59 und die durchschnittliche Familiengröße lag bei 3,04 Personen.
Auf das gesamte County bezogen setzte sich die Bevölkerung zusammen aus 26,9 Prozent Einwohnern unter 18 Jahren, 8,8 Prozent zwischen 18 und 24 Jahren, 29,0 Prozent zwischen 25 und 44 Jahren, 23,1 Prozent zwischen 45 und 64 Jahren und 12,1 Prozent waren 65 Jahre alt oder darüber. Das Durchschnittsalter betrug 36 Jahre. Auf 100 weibliche Personen kamen 99,1 männliche Personen. Auf 100 Frauen im Alter von 18 Jahren oder darüber kamen statistisch 95,5 Männer.
Das jährliche Durchschnittseinkommen eines Haushalts betrug 29.465 USD, das Durchschnittseinkommen der Familien betrug 34.371 USD. Männer hatten ein Durchschnittseinkommen von 30.936 USD, Frauen 21.257 USD. Das Prokopfeinkommen betrug 13.731 USD. 15,1 Prozent der Familien und 20,0 Prozent der Bevölkerung lebten unterhalb der Armutsgrenze. Davon waren 27,6 Prozent Kinder oder Jugendliche unter 18 Jahre und 13,5 Prozent waren Menschen über 65 Jahre.